# Aldeia Shaker de Hancock
A Aldeia Shaker de Hancock é uma antiga comuna Shaker em Hancock e Pittsfield, Massachusetts, fundada em 1790 e ativa até 1960. Foi a terceira das dezenove grandes aldeias Shaker estabelecidas entre 1774 e 1836 em Nova York, Nova Inglaterra, Kentucky, Ohio e Indiana.
A aldeia foi fechada pelos Shakers em 1960 e vendida para um grupo local, que agora opera a propriedade como um museu. Foi adicionado ao Registro Nacional de Lugares Históricos e declarado Distrito Histórico Nacional em 1968.

## História

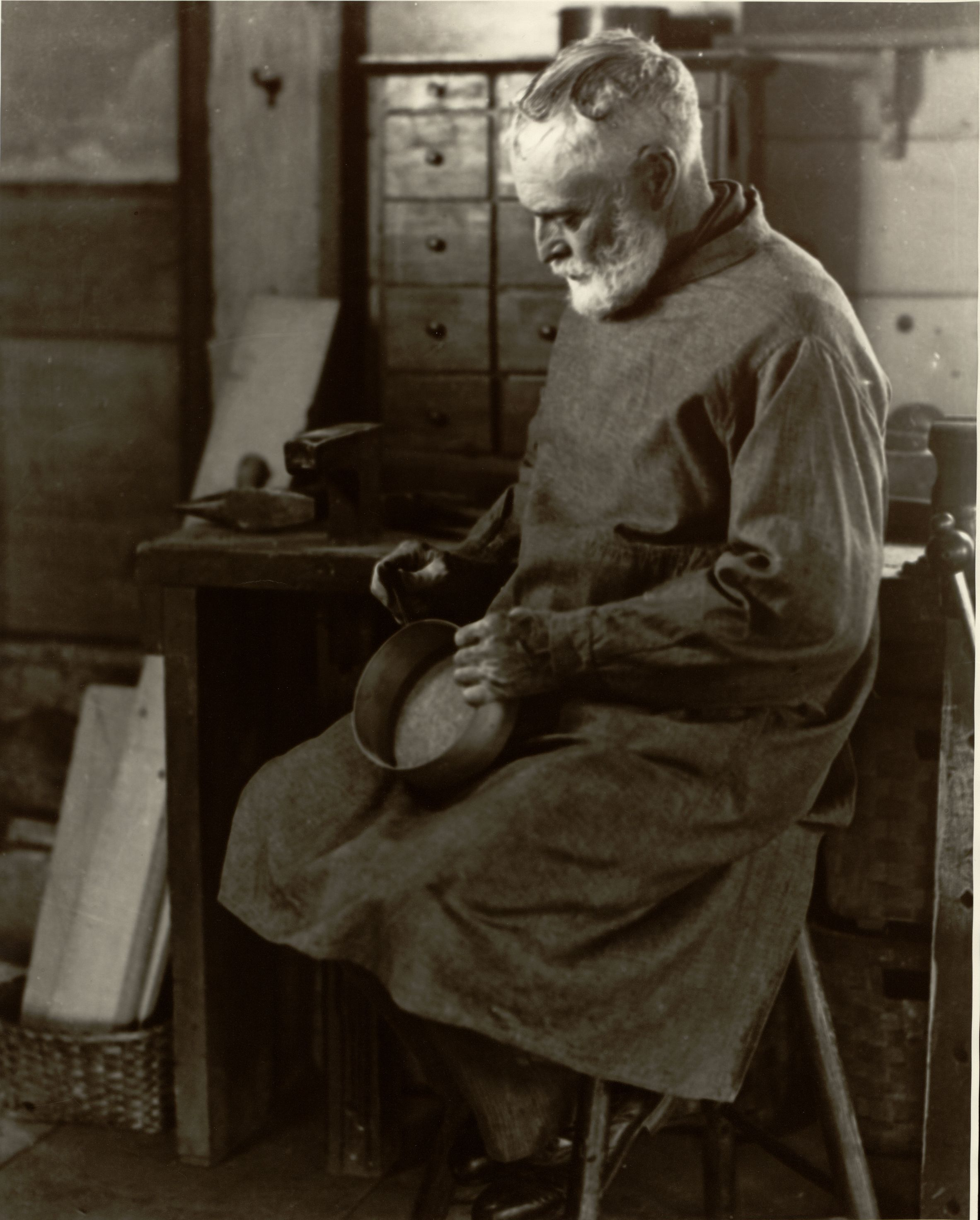
Irmão Ricardo Belden fazendo caixas de madeira ovais em Hancock, 1935

### Contexto
A religião Shaker começou em Manchester, Inglaterra, por volta do ano de 1747. Um grupo de cristãos dissidentes, eles praticavam adoração extática e igualitarismo. Uma jovem chamada Ann Lee emergiu gradualmente como a principal líder do grupo. Em 1770, ela experimentou visões e revelações que lhe ensinaram que somente ao renunciar às relações sexuais a humanidade conseguiria entrar no céu. Após sofrer perseguição na Inglaterra, o pequeno grupo de Shakers, liderado por Lee, partiu para a colônia de Nova York em 1774. Em 1776, eles se estabeleceram em Watervliet, Nova York, estabelecendo o que se tornou a Aldeia Shaker de Watervliet. A partir daí, os Shakers se expandiram através de viagens missionárias de 1780 a 1784 em todo o Nordeste . Ann e William Lee morreram em 1784, e seu amigo e co-ministro James Whittaker morreu em 1787. O movimento foi então reorganizado e institucionalizado pelos convertidos americanos Joseph Meacham e Lucy Wright. Os shaker convertidos foram reunidos em aldeias comunais, onde todas as propriedades eram de propriedade conjunta.

### Formação da comunidade de Hancock
A comunidade de Hancock começou em 1780, quando várias famílias de colonos nas cidades de Hancock, Pittsfield e Richmond se converteram à fé e doaram suas terras agrícolas. Muitos deles membros da família Goodrich, que eram batistas da Nova Luz na congregação de Valentine Rathbun. O Élder Calvin Harlow e a Élder Sarah Harrison foram os primeiros líderes dos Hancock Shakers. O grupo era pobre no início, mas com boa liderança, trabalho duro e economia, eles atraíram mais membros e construíram uma comunidade próspera de seis ordens comunitárias, conhecidas como "famílias": Família da Igreja, Segunda Família, Família do Leste, Família do Norte, Família do Sul e Família do Norte. Supervisionando cada família havia dois homens e duas mulheres, conhecidos como anciãos e anciãs. Dois presbíteros e dois delegados serviram no Ministério do Bispado de Hancock, que administrou toda a comunidade de Hancock, bem como as comunidades Shakers de Tyringham, Massachusetts e Enfield, Connecticut.

### História subsequente
Os Shakers de Hancock se sustentavam principalmente através da agricultura. A criação e venda de sementes de hortaliças foi a mais lucrativa de seus primeiros negócios. A aquisição e conversão de terras continuaram por décadas e, na década de 1830, cerca de 300 Shakers de Hancock possuíam cerca de 3 000 acre(s)s (12 km2). Após atingir o máximo de membros na década de 1840, o movimento Shaker diminuiu gradualmente, em parte devido à migração urbana que acompanhou a Revolução Industrial e à migração para o oeste da juventude da Nova Inglaterra. No início do século XX, a população da vila havia caído para cerca de 50, a maioria crianças. Os Shakers restantes venderam o excesso de terra e muitos edifícios foram destruídos. A decisão foi finalmente tomada em 1960 para fechar a vila e vender a propriedade e os edifícios.
Os não-Shakers ficaram impressionados com a propriedade dos Shakers de Hancock—escrupulosamente limpa, arrumada e bem cuidada—e suas inovações na agricultura, como o celeiro redondo que atraiu muita atenção (veja a descrição abaixo). Os visitantes também elogiaram os produtos dos Shakers de Hancock, incluindo caixas "de belo acabamento" e sementes de jardim. Antes de 1820, a vila era próspera e os Shakers eram respeitados como bons vizinhos.

## Arquitetura

### 1826 — Round Stone Barn

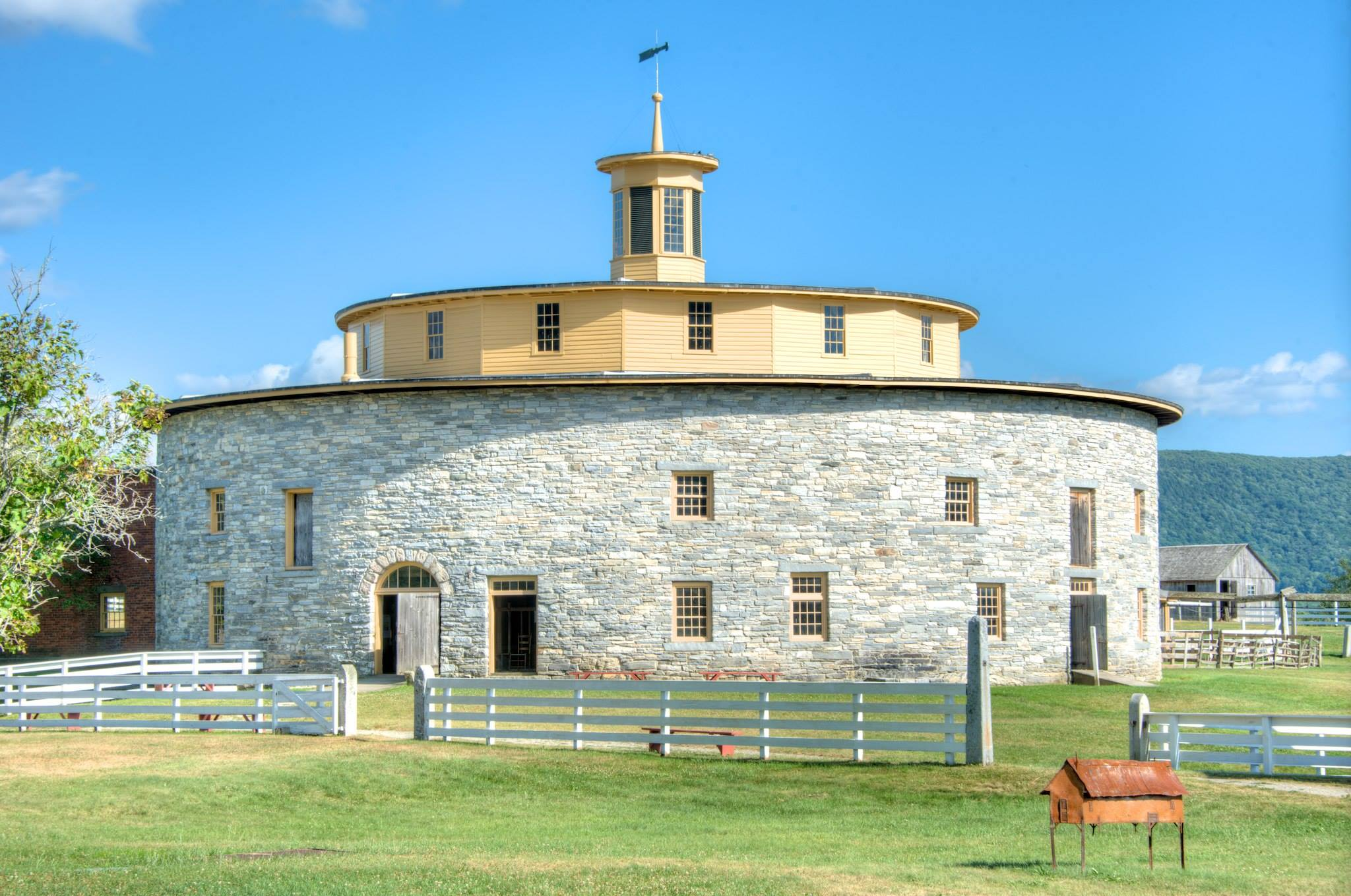
O celeiro redondo em Hancock Shaker Village. Instalação de arte temporária em primeiro plano

Um dos edifícios mais notáveis da vila é o celeiro de pedra redondo ("Round Stone Barn"), construído em 1826. O celeiro foi construído em forma circular por várias razões, sendo a principal a mais funcional. É um dos poucos celeiros redondos sobreviventes no estado.
Dentro do celeiro, existem quatro anéis. O anel mais interno fornece ventilação. Essa ventilação é necessária para ajudar a retirar a umidade do feno, impedindo o crescimento de fungos e o feno eventualmente queimando espontaneamente. O próximo toque é onde o feno foi armazenado. Foi lançada de uma varanda do nível superior que era acessível por carroça puxada por boi através de uma rampa ao ar livre. Como o celeiro era redondo, os vagões podiam entrar, descarregar o feno e depois sair do celeiro sem precisar recuar. O terceiro anel era onde os irmãos Shaker andavam para distribuir o feno do segundo anel para as vacas que estavam no quarto anel (mais externo). O celeiro pode conter até 70 vacas de cada vez. Eles iam ao celeiro duas vezes por dia: uma vez pela manhã e outra à noite para serem ordenhados. Dentro do celeiro, eles foram colocados em postes de madeira. Ali, as vacas podiam comer enquanto os irmãos as ordenhavam. O piso do anel externo é dividido em níveis, com a parte interna elevada até 3 polegadas (76 mm)   . Isso foi para evitar a situação insalubre de ter os baldes de leite no mesmo nível que o estrume. Além disso, os Shakers desenvolveram uma maneira de remover eficientemente o esterco do complexo para usá-lo como composto. Aproximadamente a cada quatro pés ao redor do anel mais externo havia um alçapão que era usado para retirar rapidamente o estrume do chão em uma cova sob o celeiro. Outros trabalhadores acessariam esse poço para transportar o estrume para seus jardins, para ser usado como fertilizante.

### 1830 — Brick Dwelling
O outro edifício icônico é a grande residência de tijolos vermelhos (red-brick dwelling) que os Shakers de Hancock construíram em 1830 e serviu de dormitório para mais de cem irmãos e irmãs. A habitação, como o celeiro, mostra a prosperidade dos Shakers, bem como sua apreciação dos benefícios do espaço, ventilação e conveniências modernas que economizam trabalho, como água encanada em ambientes fechados. A habitação era um bom anúncio para o conforto que a sociedade proporcionava aos seus membros. Nos tempos modernos, os visitantes da Aldeia Shaker de Hancock podem experimentar refeições Shaker autênticas na sala de jantar da Brick Dwelling. Embora os convidados não precisem mais se separar por sexo enquanto comem, o evento mantém sua autenticidade com o uso de sermões, canções, hinos e dependência de luz natural e de velas.
A habitação também mostra como os sexos viviam separados sob o mesmo teto. Corredores amplos separam os quartos dos irmãos dos quartos das irmãs; portas e escadas separadas para homens e mulheres significavam que uma irmã nunca tinha que passar por um irmão que passava por essas aberturas. Homens e mulheres comiam em extremos opostos da sala de jantar. A habitação também possui características incomuns nas habitações de sua época; janelas interiores para iluminação emprestada para iluminar uma escada escura, armários embutidos e estojos de gavetas, garçons mudos para mover alimentos e pratos entre a cozinha do térreo e a sala de jantar no andar de cima, uma abundância de janelas para iluminação e ventilação. Todas as janelas do prédio, em vez de ter um ângulo de 90 graus com a parede, formam um ângulo de 45 graus (aproximadamente) na parede, o que permite aproximadamente 30% a mais de luz no prédio - algo que mantém significativamente as contas de energia elétrica baixo enquanto experimenta mais luz natural.

## Museu
Em 1960, o Ministério Central Shaker fechou a comunidade Hancock e vendeu seus edifícios e terrenos. Os compradores formaram a Hancock Shaker Village, Inc., sem fins lucrativos, para preservar o local histórico. O museu foi inaugurado em 1º de julho de 1961 e foi adicionado ao Registro Nacional de Lugares Históricos em 1968.  A missão do museu é "dar vida à história Shaker e preservá-la para as gerações futuras".
Mais de 60.000 pessoas por ano visitam o museu entre abril e outubro. Possui 20 edifícios históricos com mais de 22.000 artefatos, extensos jardins, uma fazenda e trilhas para caminhadas, e realiza demonstrações de artesanato. Várias celebrações especiais acontecem durante toda a temporada, incluindo Baby Animals na Shaker Farm na primavera e Country Fair no outono.

## Como cenário cinematográfico
A Aldeia Shaker de Hancock foi incluída no Guide to Historic Homes of America, uma produção da A&E Network, de Bob Vila. Em 4 de maio de 2012, o jornal The Berkshire Eagle relatou que a Aldeia Shaker de Hancock era um dos vários locais escolhidos para filmar em um filme thriller, The Secret Village, com um clímax na Aldeia de Hancock. A equipe de filmagem filmou cenas no local em 3 de maio de 2012.